# Luchthaven Kumamoto
De luchthaven van Kumamoto (Japans: 熊本空港, Kumamoto Kūkō) is een luchthaven in Mashiki in de Japanse prefectuur Kumamoto.

## Luchtvaartmaatschappijen en bestemmingen
| Luchtvaartmaatschappij                     | Bestemmingen                                                                    |
| ------------------------------------------ | ------------------------------------------------------------------------------- |
| All Nippon Airways                         | Luchthaven Chūbu Centrair, Luchthaven Naha, Luchthaven Osaka, Luchthaven Haneda |
| Amakusa Airlines                           | Luchthaven Amakusa, Luchthaven Kobe                                             |
| Asiana Airlines                            | Incheon International Airport                                                   |
| Fuji Dream Airlines                        | Luchthaven Nagoya                                                               |
| Japan Airlines                             | Luchthaven Nagoya, Luchthaven Haneda                                            |
| Japan Airlines uitgevoerd door JAL Express | Luchthaven Osaka, Luchthaven Haneda                                             |
| Skymark Airlines                           | Luchthaven Kobe, Luchthaven Haneda                                              |
| Skynet Asia Airways                        | Luchthaven Naha, Luchthaven Haneda                                              |